# Eduardo Novella Contreras
Eduardo Novella contreras (  Millau, Francia 1818 -  20 oct 1865) astrónomo español miembro de la Real Academia de Ciencias Exactas, Físicas y Naturales 
En España se formó en Jurisprudencia y Ciencias. fue discípulo de Alberto Lista. Enseñó Matemáticas en el Colegio San Felipe Neri primero y el Instituto de Segunda Enseñanza después (ambos en Cádiz).
En 1849 pasa a ocupar efímeramente la cátedra de Matemáticas Sublimes en la Universidad de Santiago de Compostela.
Durante cuatro años se formó junto a Antonio Aguilar y Vela dos años en el  Observatorio de la Marina de San Fernando  y  posteriormente fueron comisionados para visitar varios observatorios en el extranjero.
Durante este viaje conocieron a todos los grandes astrónomos de Europa de aquel tiempo y se pusieron al tanto de los últimos avances en instrumentación.
En el observatorio de Milán conocen a Francesco Carlini  en el observatorio de padua a Giovanni Santini en el de París a François Arago  y en el de Bélgica a Adolphe Quetelet posteriormente viajan a Inglaterra y visitan el Real Observatorio de Greenwich donde conocen a George Biddell Airy. En Inglaterra compran varios instrumentos y posteriormente viajan a Alemania al  observatorio de Bonn  donde conocen a Friedrich Argelander y a Johann Encke
A la vuelta de su estancia en el extranjero en 1851 son nombrados astrónomos del Real Observatorio de Madrid.
En 1845 se inicia el llamado Plan  Pidal en el que aparecía la asignatura de Astronomía (esta materia tuvo la denominación de “Astronomía física y matemática” en las reforma de Pastor Díaz de 1847 y a partir de 1852 se denominó “Astronomía física y de observación”.
En 1857 obtuvo la cátedra de astronomía (que luego pasó a denominarse de Geodesia) de la Universidad Central de Madrid.
Los primeros en impartir esta nueva asignatura en Madrid fueron Eduardo Novella,  Manuel Pérez Verdú y Antonio Aguilar Vela.
Formó parte de la expedición española al moncayo para la observación del Eclipse solar del 18 de julio de 1860 y fue el encargado  entre otras cosas de determinar la situación exacta del emplazamiento. Escribió una memoria sobre la expedición que se publicaría en el boe.
En el año 1865 ingresa en la Real Academia de Ciencias Exactas, Físicas y Naturales  con un discurso titulado "Consideraciones acerca de la naturaleza del sol"
También en 1865 es nombrado rector de la universidad de zaragóza. Muere el 20 de octubre de 1865 a los 44 años de edad durante la epidemia de cólera. Sus restos se encuentran en el Cementerio de San Isidro de Madrid.